# Wohnhausgruppe Hohenlohestraße
Die Wohnhausgruppe Hohenlohestraße befindet sich in Bremen, Stadtteil Schwachhausen, Ortsteil Barkhof, Hohenlohestraße 20 und 22. Die Häuser entstanden 1908 nach Plänen von Hugo Wagner und Friedrich Wachhausen. 
Die Gebäude stehen seit 1995 unter Bremer Denkmalschutz.

## Geschichte
Die dreigeschossigen verputzten Mietwohnhäuser wurden von 1907 bis 1908  in der Epoche der Jahrhundertwende im Reformstil gebaut.
- Haus Nr. 20 mit Satteldach, Souterraingeschoss und dem Erker über dem Eingang.
- Haus Nr. 22 mit einem großen, fünfgeschossigen prägenden Giebel mit Mansarddach und den Loggien; großer, viergeschossiger rückwärtiger Anbau von nach 1945

Die Häuser fügen sich ein in eine zwei- bis dreigeschossige, geschlossene Wohnbebauung, zumeist aus derselben Zeit, in der nach Reichskanzler Fürst Chlodwig zu Hohenlohe-Schillingsfürst benannten Straße.
Von Wagner stammen in Schwachhausen noch das Haus Bücking und das Landhaus Tack.
Heute (2018) werden die Häuser für Wohnungen genutzt.